# John Little (scientifique)
Pour les articles homonymes, voir Little.
John Dutton Conant Little, né le 1er février 1928 à Boston et mort le 27 septembre 2024, est un universitaire américain spécialiste de la recherche opérationnelle.

## Biographie
Titulaire d'un Bachelor of Science du Massachusetts Institute of Technology (MIT) en 1948, il travaille pour General Electric de 1948 à 1950. En 1955, il obtient un doctorat (Use of Storage Water in a Hydroelectric System) sous la direction de Philip M. Morse. Utilisant la programmation dynamique, cette thèse est la première portant sur la recherche opérationnelle.
De 1957 à 1962, il enseigne à l'université Case Western Reserve, puis se joint au MIT comme professeur.
Il est connu pour avoir énoncé en 1961 la loi de Little, qui affirme que « le nombre moyen de clients dans un système stable est égal à leur fréquence moyenne d'arrivée multipliée par leur temps moyen passé dans le système ». 
Il est parfois considéré comme l'inventeur du marketing.